# Montepio
Montepio — португальская организация, больше известная своей банковской деятельностью. Штаб-квартира расположена в Лиссабоне.
Montepio Group — это объединение, состоящее из финансового сберегательного учреждения, которое является лидером в банковской сфере Португалии, а также ряда компаний, специализирующихся на управлении пенсионных фондов, инвестиций, страховании.
Montepio был основан в 1840 году Франсиско Альваресом Болето, сотрудником Junta do Crédito Público. За последние годы банк понёс огромные убытки: в 2014 году на 70 млн €, а в 2015 году — на 243,3 млн €.

## Награды
| Почётный член ордена Заслуг | Почётный член ордена Инфанта дона Энрике |